# Gira Tú y Yo
Gira Tú y Yo fue el nombre de la gira de conciertos del cantante almeriense David Bisbal, enmarcado dentro de la promoción de su disco Tú y Yo.

## Repertorio
El espectáculo combina temas de su último disco en el mercado, Tú y yo, con aquellos éxitos que el almeriense ha ido presentando a lo largo de todos estos años. En total, son 22 los temas interpretados por el cantante durante los conciertos.
1. Tú y yo
2. Ave María
3. 24 horas (balada)
4. Sí pero no
5. Quién me iba a decir
6. Amar es lo que quiero
7. Hombre de tu vida
8. Quiero perderme en tu cuerpo
9. Esclavo de sus besos
10. Lloraré las penas + Cómo olvidar
11. El ruido
12. Esta ausencia
13. Si aún te quieres quedar
14. Mi estrella de cine
15. Culpable
16. Dígale
17. Silencio
18. No amanece
19. Al Ándalus + Torre de Babel
20. Mi princesa
21. Wavin' Flag
22. Diez mil maneras

## Fechas
| Fecha                    | Ciudad                 | País           | Recinto                                      |
| ------------------------ | ---------------------- | -------------- | -------------------------------------------- |
| 21 de marzo de 2014      | San Luis               | Argentina      | Sambódromo Potrero de los Funes              |
| 22 de marzo de 2014      | Mendoza                | Argentina      | Teatro Griego Juan Pablo II                  |
| 27 de marzo de 2014      | Córdoba                | Argentina      | Quality Espacio                              |
| 28 de marzo de 2014      | Córdoba                | Argentina      | Quality Espacio                              |
| 30 de marzo de 2014      | Victoria               | Argentina      | Explanada Casino Victoria                    |
| 1 de abril de 2014       | Junín                  | Argentina      | Centro Internacional de Eventos              |
| 5 de abril de 2014       | Buenos Aires           | Argentina      | Estadio Arquitecto Ricardo Etcheverri        |
| 9 de abril de 2014       | Montevideo             | Uruguay        | Teatro de Verano Ramón Collazo               |
| 18 de abril de 2014      | Mar del Plata          | Argentina      | Teatro Radio City                            |
| 19 de abril de 2014      | Pilar                  | Argentina      | Estadio municipal del Pilar Carlos Barraza   |
| 26 de abril de 2014      | Zacatecas              | México         | Plaza de Armas de Zacatecas                  |
| 27 de abril de 2014      | San Luis Potosí        | México         | Plaza de los Fundadores                      |
| 4 de mayo de 2014        | La Paz                 | México         | Explanada Quiosco del Malecón                |
| 5 de mayo de 2014        | Aguascalientes         | México         | Palenque Feria de San Marcos                 |
| 7 de mayo de 2014        | Guadalajara            | México         | Teatro Diana                                 |
| 9 de mayo de 2014        | Monterrey              | México         | Auditorio Banamex                            |
| 10 de mayo de 2014       | Ciudad de México       | México         | Teatro Metropólitan                          |
| 12 de mayo de 2014       | Morelia                | México         | Teatro del Pueblo                            |
| 15 de mayo de 2014       | Chihuahua              | México         | Teatro del Pueblo                            |
| 17 de mayo de 2014       | León                   | México         | Domo de la Feria                             |
| 18 de mayo de 2014       | Querétaro              | México         | Auditorio Josefa Ortiz de Domínguez          |
| 21 de mayo de 2014       | Ciudad de México       | México         | Estadio Azteca                               |
| 14 de junio de 2014      | Almería                | España         | Palacio de los Juegos del Mediterráneo       |
| 20 de junio de 2014      | Córdoba                | España         | Plaza de Toros Los Califas                   |
| 27 de junio de 2014      | Zaragoza               | España         | Sala multiusos del auditorio Príncipe Felipe |
| 3 de julio de 2014       | Madrid                 | España         | Palacio de los Deportes                      |
| 5 de julio de 2014       | Barcelona              | España         | Palau Sant Jordi                             |
| 11 de julio de 2014      | Elche                  | España         | Aparcamiento Candalix                        |
| 12 de julio de 2014      | Alcora                 | España         | Campo de fútbol municipal El Saltador        |
| 19 de julio de 2014      | Cádiz                  | España         | Castillo de San Sebastián                    |
| 25 de julio de 2014      | Ferrol                 | España         | Estadio municipal de A Malata                |
| 26 de julio de 2014      | Santa Marta de Tormes  | España         | Estadio municipal Alfonso San Casto          |
| 1 de agosto de 2014      | Málaga                 | España         | Palacio de Deportes Martín Carpena           |
| 2 de agosto de 2014      | Los Alcázares          | España         | Polideportivo municipal de Los Alcázares     |
| 4 de agosto de 2014      | Calella de Palafrugell | España         | Auditorio Festival Cap Roig                  |
| 7 de agosto de 2014      | Cambrils               | España         | Parc del Pinaret                             |
| 14 de agosto de 2014     | Vera                   | España         | Recinto ferial El Palmeral                   |
| 16 de agosto de 2014     | Gandía                 | España         | Auditorio del Puerto de Gandía               |
| 23 de agosto de 2014     | Felanich               | España         | Parque municipal Sa Torre                    |
| 25 de agosto de 2014     | Mahón                  | España         | Campo de fútbol municipal de San Carlos      |
| 30 de agosto de 2014     | Alcázar de San Juan    | España         | Campo de fútbol de Alcázar de San Juan       |
| 5 de septiembre de 2014  | Murcia                 | España         | Plaza de Toros de La Condomina               |
| 6 de septiembre de 2014  | Valencia               | España         | Plaza de Toros de Valencia                   |
| 11 de septiembre de 2014 | Valladolid             | España         | Plaza Mayor de Valladolid                    |
| 12 de septiembre de 2014 | Ponferrada             | España         | Auditorio municipal de Ponferrada            |
| 13 de septiembre de 2014 | Mérida                 | España         | Albergue municipal juvenil El Prado          |
| 16 de septiembre de 2014 | Barcelona              | España         | Music Hall Barcelona                         |
| 17 de septiembre de 2014 | Zaragoza               | España         | Teatro de las Esquinas                       |
| 19 de septiembre de 2014 | Granada                | España         | Palacio municipal de deportes                |
| 20 de septiembre de 2014 | Sevilla                | España         | Estadio Olímpico de La Cartuja               |
| 27 de septiembre de 2014 | Bilbao                 | España         | Bilbao Arena Miribilla                       |
| 23 de octubre de 2014    | Nueva York             | Estados Unidos | Broad Street Ballroom                        |
| 24 de octubre de 2014    | San Juan               | Puerto Rico    | Coliseo José Miguel Agrelot                  |
| 8 de noviembre de 2014   | Ciudad de México       | México         | Pepsi Center                                 |
| 15 de noviembre de 2014  | Tarija                 | Bolivia        | Exposur Tarija (recinto ferial)              |
| 23 de noviembre de 2014  | São Paulo              | Brasil         | HSBC Music Hall                              |
| 27 de noviembre de 2014  | Santiago               | Chile          | Teatro Caupolicán                            |
| 6 de diciembre de 2014   | Caracas                | Venezuela      | Hotel Eurobuilding Caracas                   |
| 8 de diciembre de 2014   | Buenos Aires           | Argentina      | Estadio Luna Park                            |
| 14 de diciembre de 2014  | Madrid                 | España         | Palacio de los Deportes                      |
| 22 de diciembre de 2014  | Madrid                 | España         | Círculo de Bellas Artes                      |
| 7 de febrero de 2015     | Villa María            | Argentina      | Anfiteatro municipal Hernán Figueroa Reyes   |
| 8 de febrero de 2015     | Ciudad de General Roca | Argentina      | Escenario Fiesta Nacional de la Manzana      |
| 11 de febrero de 2015    | Lima                   | Perú           | Anfiteatro del parque de la Exposición       |
| 13 de febrero de 2015    | Talca                  | Chile          | Festival de la Independencia                 |
| 15 de febrero de 2015    | Lincoln                | Argentina      | Carnaval de Lincoln                          |
| 21 de febrero de 2015    | Calafate               | Argentina      | Anfiteatro del Bosque de Calafate            |
| 22 de febrero de 2015    | Patagonia              | Argentina      | Fiesta del Lago                              |
| 24 de febrero de 2015    | San Juan               | Argentina      | Estadio Abierto del Parque de Mayo           |
| 18 de marzo de 2015      | Bucarest               | Rumanía        | Sala Palatului                               |
| 21 de marzo de 2015      | Madrid                 | España         | La Noche de Cadena 100                       |
| 27 de marzo de 2015      | Las Palmas de GC       | España         | Infecar                                      |
| 28 de marzo de 2015      | Santa Cruz de Tenerife | España         | Pabellón Insular Santiago Martín             |
| 7 de abril de 2015       | Texcoco                | México         | Palenque Texcoco 2015                        |
| 8 de abril de 2015       | Puebla                 | México         | Centro Expositor de Puebla                   |
| 12 de abril de 2015      | Chiapas                | México         | Feria de San Cristóbal de las Casas          |
| 2 de octubre de 2015     | Hermosillo             | México         | Palenque ExpoGan                             |
| 3 de octubre de 2015     | Pachuca de Soto        | México         | Palenque Pachuca 2015                        |
| 8 de octubre de 2015     | Guadalajara            | México         | Palenque ExpoGan                             |
| 9 de octubre de 2015     | Veracruz               | México         | Palenque de las fiestas de Octubre           |
| 10 de octubre de 2015    | Querétaro              | México         | Auditorio Josefa Ortiz de Domínguez          |
| 16 de octubre de 2015    | Mexicali               | México         | Palenque Fex Mexicali                        |
| 17 de octubre de 2015    | Tijuana                | México         | Auditorio municipal de Tijuana               |
| 24 de octubre de 2015    | Los Ángeles            | Estados Unidos | OC Fair & Event Center                       |
| 27 de abril de 2016      | Ciudad de México       | México         | Pepsi Center                                 |